# Chiang C. Mei
Chiang Chung Mei (* 4. April 1935 in Wuhan) ist ein US-amerikanischer Bauingenieur.
Mei erwarb 1955 seinen Bachelor-Abschluss an der Nationaluniversität Taiwan, 1958 seinen Master-Abschluss an der Stanford University und wurde 1963 am Caltech als Ingenieur promoviert. 1965 wurde er Assistant Professor und später Professor für Bauingenieurwesen am Massachusetts Institute of Technology. 
Er befasst sich insbesondere mit Hydrodynamik und der Mechanik von Wasserwellen.
Seit 1992 hat er eine Ehrenprofessur an der Universität Hongkong. 1994 war er am Institut für Mechanik der Akademie der Wissenschaften in Peking.
2007 erhielt er die Von-Karman-Medaille. Er ist Mitglied der National Academy of Engineering.

## Schriften
- The Applied Dynamics of Ocean Surface Waves, Wiley-Interscience 1983, World Scientific 1989
- Mathematical Analysis in Engineering, Cambridge University Press 1994
- Basic Gravity Wave Theory in John Herbich (Hrsg.), Handbook of Ocean Engineering, Gulf Publ., 1990, Kapitel 2
- Wave-Seabed Interactions, in: B. LeMehaute, D. Haines (Hrsg.), The Sea - Ocean Engineering Science, Wiley Interscience, 1990.
- Multiple scale dynamics of ocean surface waves - Physics and engineering applications, Naval Research Reviews 1996